# Lav VIII.
Lav VIII., papa od srpanj 964. do 1. ožujka 965. godine.